# Feuerkopf von Wyoming
Feuerkopf von Wyoming (Originaltitel: The Redhead from Wyoming) ist ein US-amerikanischer Western aus dem Jahr 1953 von Lee Sholem mit Maureen O’Hara und Alex Nicol in den Hauptrollen.

## Handlung
Als Wyoming Ende des 19. Jahrhunderts zur Besiedlung freigegeben wird, versuchen Viehbarone, Neuankömmlinge von den öffentlichen Ländereien fernzuhalten, indem sie sich auf das „Maverick Law“ berufen, um alles Vieh, ob gebrandmarkt oder nicht, als ihr Eigentum zu erklären. In der Stadt Sweetwater konkurriert der Betrüger Jim Averell mit dem Landbaron Reece Duncan um den Posten des Gouverneurs. Averell verspricht den Siedlern, dass er für sie kämpfen wird und holt seine alte Geliebte Kate Maxwell und ihre Tänzerinnen herbei, um für sie ein Casino zu eröffnen. Er erzählt der unschuldigen Kate, die ihn liebt, obwohl er sie dazu verleitet hat, an einem krummen Geschäft in Texas teilzunehmen, dass er sie als Viehbesitzerin ausgibt und eine Marke auf ihren Namen registriert hat. Er erklärt, dass er Präsident werden will und sie nach Washington mitnehmen wird.
In den nächsten Wochen beobachtet der unerfahrene Sheriff Stan Blaine misstrauisch, wie Kate das Vieh brandmarkt, das ihr von Cowboys gebracht wird, die alle ihre Bezahlung in Casino-Chips statt in Bargeld annehmen. Averell lässt heimlich Viehdiebe Duncans Rinder stehlen, in der Hoffnung, dass Duncan und die Siedler sich in einem Weidekrieg gegenseitig umbringen und ihm das Land überlassen. Er freut sich, als Duncan die Siedler angreift, und wird ungeduldig mit Stan, der versucht, den Frieden zu wahren. Obwohl er vermutet, dass Kate mit Averell im Bunde ist, fühlt sich Stan zu ihr hingezogen und informiert sie noch am selben Abend auf ihrer Ranch über den bevorstehenden Weidekrieg. Er enthüllt ihr, dass er sich treiben lässt, seit seine Familie, die versucht hat, sauber zu bleiben, in einem Weidekrieg getötet wurde. Nachdem ein eifersüchtiger Averell Kate von Stan wegruft, bringen seine Handlanger gestohlenes Vieh in Kates Pferch und schlagen ihn nieder, als sie Stan dort bemerken. Kate hört sie und überzeugt Averell, Stan nicht zu töten, doch er erklärt ihr, dass er Duncans Kühe mit ihrem Brandzeichen ummarkiert hat und sie hängen wird, wenn sie es jemandem erzählt, da die ganze Operation in ihrem Namen läuft. In ihrer Verzweiflung überredet Kate Duncan beinahe, die Siedler dazu zu bewegen, für ihn zu stimmen, wenn er ihnen erlaubt, Vieh ohne Brandzeichen zu hüten. Doch in diesem Moment verkünden seine Männer, sie hätten ein paar Viehdiebe gefangen, woraufhin er Kate als Gesetzlose denunziert. Sie zieht eine Waffe und zwingt Duncan, die „Viehdiebe“ freizulassen, die in Wirklichkeit unschuldige Siedler sind: Hal und Matt Jessup.
An diesem Abend, als Stan versucht herauszufinden, ob Kate ehrlich ist, wird Hal angeschossen. Kate beruft eine Krisensitzung ein und schlägt vor, dass die Siedler eine Viehzüchtervereinigung gründen, um zahlenmäßig stärker zu werden. Averell ernennt sich sofort selbst zum Anführer, woraufhin Stan sie beschuldigt, die ganze Idee inszeniert zu haben. In den nächsten Tagen treiben die Siedler das gesamte Vieh ohne Brandzeichen zusammen. Kate, eine erfahrene Reiterin, hilft ihnen, und eines Nachts gesteht Stan ihr, dass er unglücklich darüber ist, einen Landbaron beschützen zu müssen, und beschlossen hat, zu gehen. Kate ermutigt ihn, Wurzeln zu schlagen, und sie küssen sich. In der Zwischenzeit plant Averell mit seinen Männern, noch mehr Vieh zu stehlen, um den Krieg anzuzetteln. Als Duncan mit seinen Männern eintrifft, übernimmt Stan die Kontrolle und erklärt einen Waffenstillstand, doch ein Querschläger löst eine Stampede aus. Nachdem die Siedler die Rinder wieder eingefangen haben, werfen sie Duncan hinaus. Der Viehtrieb endet friedlich, doch auf der Party am Abend verhaftet Duncan Kate wegen Mordes an seinem Vorarbeiter. Stan versucht, Kate im Gefängnis zu beschützen, doch Averell, der wahre Mörder, stachelt die Siedler auf, um sie zu befreien. Er erzählt Duncan, dass Kate „ihre“ Männer schicken wird, um ihn anzugreifen. Alle reiten zum Gefängnis, wo Kate in der Zwischenzeit die Siedler davon überzeugt hat, dass Averell hinter den Unruhen steckt. Stan, der Averells Plan belauscht hat, verkündet, dass Averell seine geheimen Viehdiebe in den Hügeln platziert und ihnen befohlen hat, anzugreifen, wenn er ein Rauchsignal sendet. Um dies zu beweisen, zwingt Stan Averell, das Feuer anzuzünden. Alle sehen, wie die Banditen auf das Signal reagieren. Es kommt zu einer Schießerei mit den Viehdieben, bei der Averell Stan niederschießt. Kate nimmt Averell im Saloon gefangen, kann sich aber nicht dazu durchringen, ihn zu erschießen, und weint, als Stan hineinkriecht und seinen Rivalen tötet. Tage später, während Duncan verspricht, das Vieh mit den Siedlern zu teilen, versucht Kate Stan zu erklären, warum sie um Averell geweint hat und wie sehr sie ihn liebt. Er hält sie mit einem Kuss davon ab, setzt sie auf sein Pferd und beschreibt ihr die Ranch, die er gerne gründen würde.

## Hintergrund
Gedreht wurde der Film vom 19. Mai bis zum 19. Juni 1952 in Agoura Hills sowie in den Universal-Studios in Universal City.
In einer Pressemeldung vom April 1952 hieß es, Universal wollte ursprünglich, dass Stephen McNally und Charles Drake an der Seite von Maureen O’Hara spielen und William Alland produzieren sollten. Laut einer weiteren Meldung wurde Hugh O’Brian besetzt, verließ die Produktion jedoch für eine prominentere Rolle in Universals Meet Me at the Fair.
Bernard Herzbrun und Hilyard M. Brown oblag die künstlerische Leitung. Russell A. Gausman und Joseph Kish waren für das Szenenbild zuständig, Edward Stevenson für die Kostüme, Bud Westmore für das Maskenbild. Verantwortliche Toningenieure waren Leslie I. Carey und Corson Jowett. Jesse Hibbs arbeitete als Regieassistent. Harold Goodwin war neben seiner Arbeit als Darsteller auch als Dialogteainer tätig. Musikalischer Direktor war Joseph Gershenson.

## Veröffentlichung
Die Premiere des Films fand am 8. Januar 1953 in New York statt. In der Bundesrepublik Deutschland kam er am 19. August 1955 in die Kinos, in Österreich im Oktober 1955.

## Kritiken
Der Filmkritiken-Aggregator Rotten Tomatoes hat in einer Auswertung von sechs Kritiken eine Zustimmungsrate von 50 Prozent errechnet. Das Publikumsergebnis hat sich bei 75 Prozent positiver Bewertungen eingependelt.
Bosley Crowther von der The New York Times notierte, abgesehen von einer heftigen Schlägerei zwischen den Stadtbewohnern und den Viehdieben, gebe es in dieser farbenfrohen Pferdeoper, herzlich wenig Aufregung oder gar Aufruhr im Westernstil. Es gebe den üblichen fiesen Schurken, den William Bishop spielt, den üblichen feinen und unerschrockenen Sheriff und die übliche hinreißende Saloon-Königin. In der Rolle des Sheriffs stolziere Alex Nicol feierlich mit seinem jugendlichen Gesicht herum, in der Rolle der Königin verbreite Maureen O’Hara eine Aura perfekter Tugend in der volkstümlichen Kneipe. Das einzige Besondere an ihrem Auftritt sei die Unaufdringlichkeit, mit der sie in einem trägerlosen Abendkleid einen Weidekrieg führe. Es gebe nur wenige Hollywood-Damen, die es wagen würden, so etwas zu versuchen.
William Brogdon schrieb in einer Vorabkritik in der  Variety, dass jede Menge brutale Schießereien, schnelle Bewegungen und eine aufsehenerregend gekleidete Miss O’Hara für Spannung sorgen.
Das Lexikon des internationalen Films schrieb: „Konventioneller, gut gespielter Western.“
Die Filmzeitschrift Cinema befand: „B-Western mit dem Energiepaket O’Hara.“